# Aparat Kocha
Aparat Kocha - kocioł o podwójnym dnie, zamknięty pokrywą. Służy do przeprowadzania pasteryzacji i tyndalizacji, a także do dezynfekcji za pomocą pary wodnej przy normalnym ciśnieniu w temperaturze 100 °C. Źródłem pary jest woda znajdująca się na dnie kotła, podgrzewana przez system grzewczy. 